# Mimosa dichoneuta
Mimosa dichoneuta är en ärtväxtart som beskrevs av James Francis Macbride. Mimosa dichoneuta ingår i släktet mimosor, och familjen ärtväxter. Inga underarter finns listade i Catalogue of Life.